# Saeta

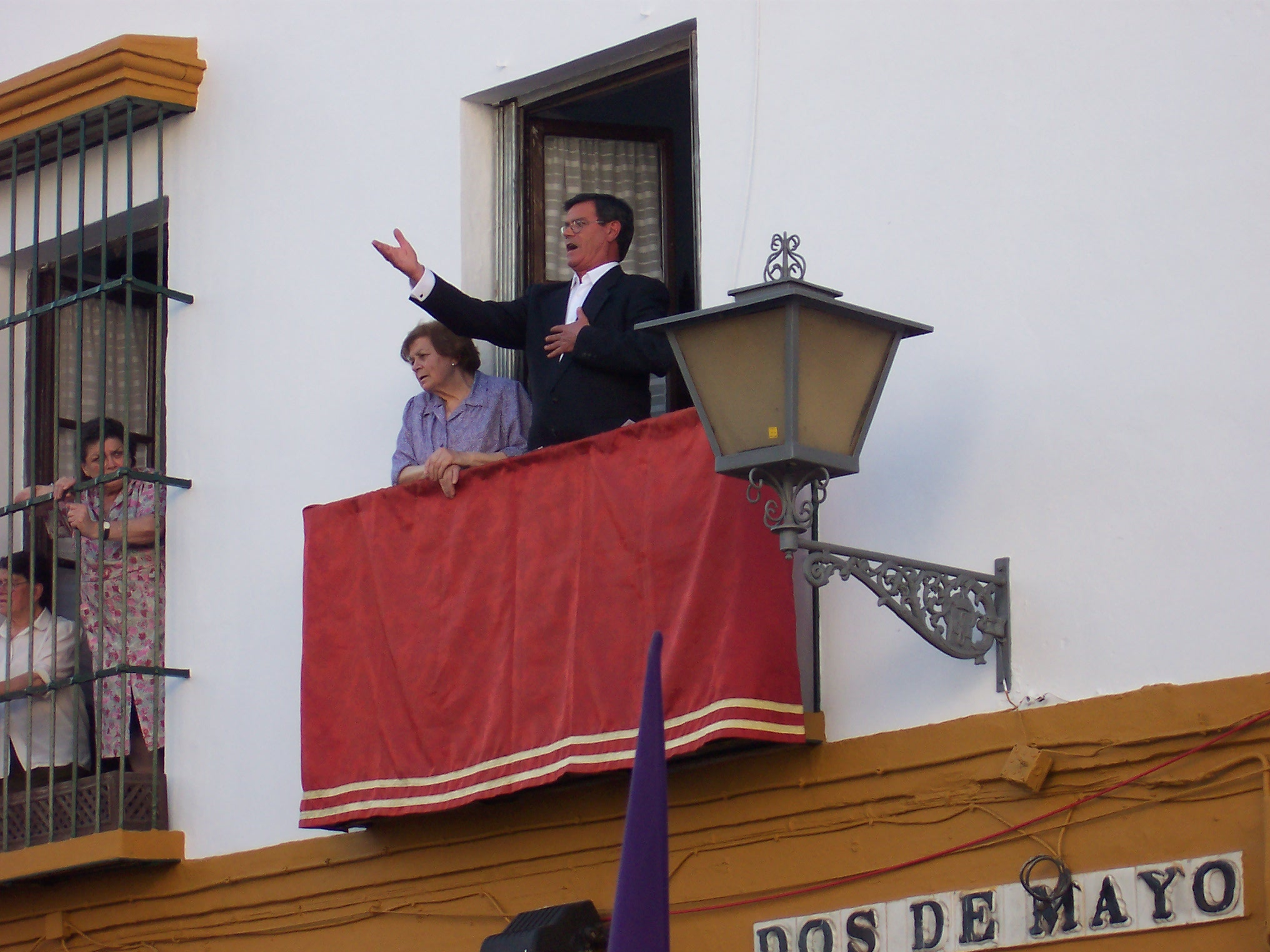
Saeta śpiewana z balkonu, Sewilla, Hiszpania.

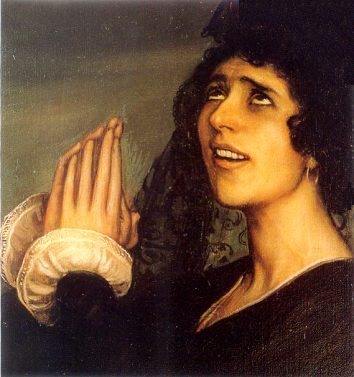
Saeta – fragment obrazu autorstwa hiszpańskiego malarza Julio Romero de Torresa, 1918.

Saeta (hiszp., dosłownie: strzała lub strzałka, słowo saeta pochodzi od łacińskiego słowa sagitta, też oznaczającego strzałę) – typ spontanicznej i żarliwej pieśni religijnej mającej dużo elementów pochodzących ze stylu flamenco. Śpiewana (przy akompaniamencie gitary) z wysokości balkonu wznoszącego się nad przechodzącą przez miasta i miasteczka południowej Hiszpanii procesją w czasie katolickich świąt Wielkiego Tygodnia.
Ten hiszpański typ pieśni wywodzi się z żydowskich pieśni religijnych. Jej korzenie sięgają prawdopodobnie XVI wieku, choć forma i styl zmieniały się nieco na przestrzeni czasu.
Obecnie saety śpiewane są przede wszystkim przez zawodowych śpiewaków. W dawnych czasach były wykonywane przez każdego, kto czuł potrzebę wyrażenia śpiewem swych religijnych emocji. Wykonawcy saety to saeteros, czyli dosłownie: łucznicy. Przenośnia ta prawdopodobnie powstała w wyniku dostrzeżenia podobieństwa pomiędzy łucznikiem a pieśniarzem, który w religijnym zapale kieruje swoją gwałtowną pieśń w kierunku nieba – tak jak łucznik posyła swoją strzałę do celu.
Hiszpański poeta Federico García Lorca poświęcił pieśniom z tego gatunku rozdział pt. Wiersz o saecie (hiszp. Poema de la saeta) w tomiku wierszy Liryka pieśni głębokiej (hiszp. Poema del cante jondo).